# Scherf (explosief)

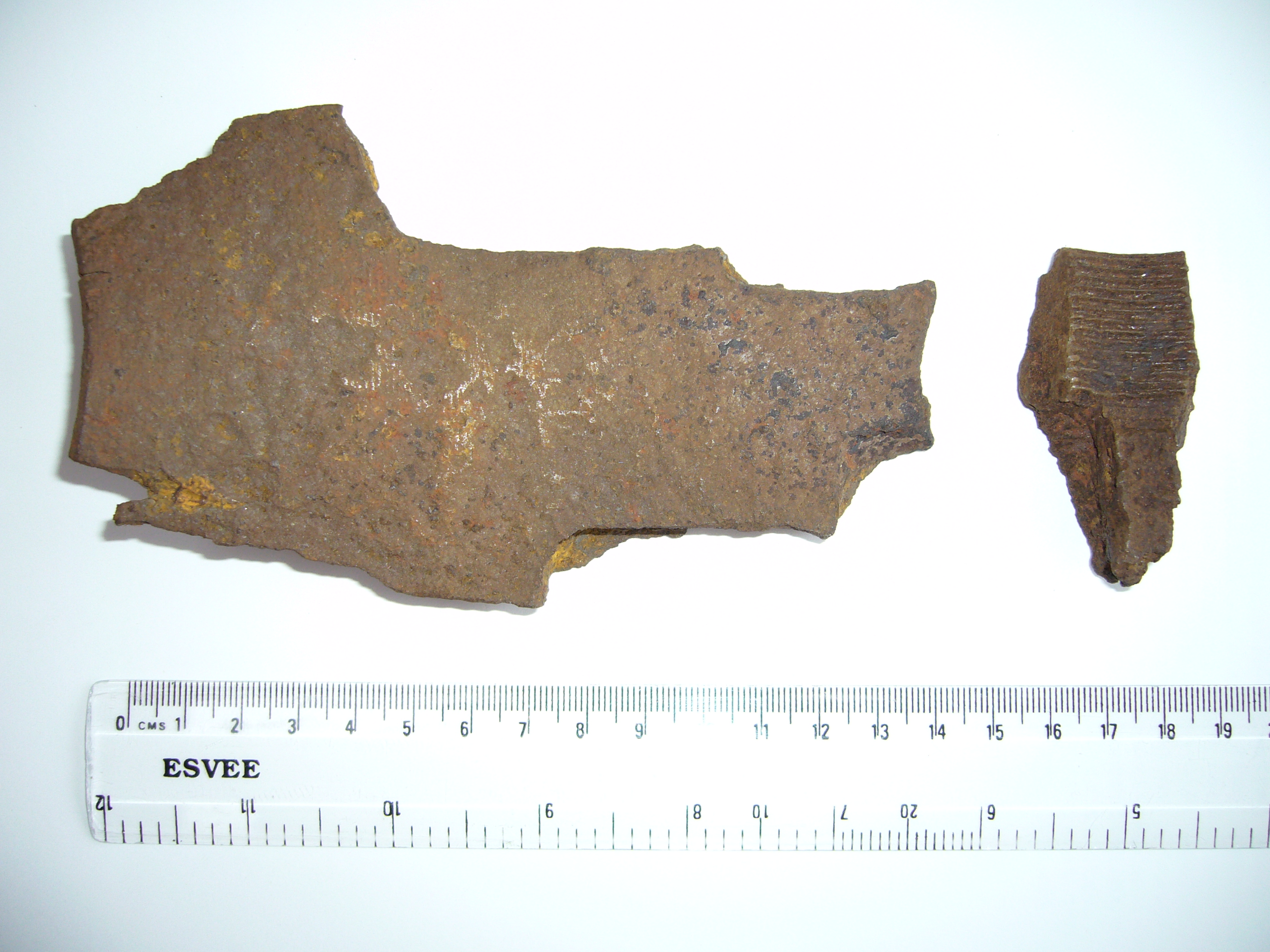
Granaatscherven van granaten gebruikt in de slag aan de Somme (1916).

Bij explosieven die bedoeld zijn tegen personen, zoals een handgranaat, worden scherven uit de omhulling geproduceerd als gevolg van detonatie. De bedoeling is dat de scherven letsel toebrengen en een tegenstander uitschakelen. In sommige gevallen is de scherfwerking een bijzaak, in sommige gevallen is het hoofddoel om personen uit te schakelen. Tijdens de Tweede Wereldoorlog, vuurden de Duitsers op de bomen met hun zwaar geschut. Dit gebeurde zeker tijdens de Slag om de Ardennen. Wanneer de bomen geraakt werden, versplinterden de afgevuurde granaten tot scherven. Een andere type is de Shrapnel. Een granaat gevuld met musketkogels en een uitdrijvende lading die vanuit kanonnen werden afgevuurd.